# Mihail Fradkov
Mihail Efimovici Fradkov (în rusă Михаи́л Ефи́мович Фрадко́в; născut pe 1 septembrie 1950) este un politician rus, prim-ministru al Federației Ruse din martie 2004 până în septembrie 2007.
Fradkov s-a născut într-o mică localitate lângă orașul Samara, într-o familie evreiască. A absolvit cursurile Institutului de Construcții de Mașini Unelte (1972) și ale Academiei de Comerț Exterior (1981). În 1973 a fost numit în cadrul secției economice a ambasadei Uniunii Sovietice din India, unde a lucrat doi ani. La întoarcerea în țară a ocupat mai multe funcții de conducere pe linie economică. În 1991, a fost numit reprezentantul URSS în cadrul GATT.
La sfârșitul anului 1992, Fradkov a fost numit adjunct al ministrului comerțului exterior. După mai puțin de un an era prim-adjiunct al ministrului comerțului exterior. Pe 15 aprilie 1997, președintele Boris Elțin l-a numit ministru al relațiilor economice și comerțului exterior, post în care a rămas aproape un an. În 1999, era numit prin decret prezidențial ministru al comerțului.
Vladimir Putin l-a numit în funcția de director al fiscului federal în 2001, (după ce fusese pentru o perioadă secretar adjunct al Consiliului Federal de Securitate). În 2003, a fost numit reprezentantul Federației Ruse pe lângă Uniunea Europeană. Putin l-a nominalizat pentru funcția de prim-ministru pe 1 martie 2004, numirea sa fiind aprobată de Duma de Stat patru zile mai târziu.
Nominalizarea lui Fradkov pentru funcția de prim-ministru a fost o surpriză pentru mulți analiști, ținând seama că el nu făcea parte din cercul apropiaților președintelui Putin. Au existat comentatori care au presupus că tocmai statul său de "outsider" l-a recomandat pentru funcția de premier, statut care-l făcea echidistant fața de "oricare dintre clanurile aflate în război" la Kremlin. Fostul premier Serghei Stepașin, în guvernul căruia Fradkov a fost ministru, l-a caractrerizat pe nou numitul prim-ministru un individ "absolut independent de orice fel grup sau clan politic".

## Familia
Tatăl lui Mihail Fradkov este evreu, mama este rusă.
Căsătorit. Soția Elena Olegovna de specialitate economist, a lucrat anterior ca specialist în marketing pentru World Trade Center [22], iar acum lucrează prin gospodărie. Are doi fii:
- Cel mai mare fiu, Piotr Fradkov (născut în 1978), directorul general al "Centrului de Export al Rusiei" SA, fostul prim-vicepreședinte al "Vnesheconombank", membru al consiliului.

- Fiul mai mic, Pavel (născut în 1981), în conformitate cu ordinul Ministrului Dezvoltării Economice al Federației Ruse nr. 2076-l din 27 august 2012, a fost numit șef adjunct al Agenției Federale pentru Administrarea Proprietății de Stat.[4]

## Sancțiuni
Pentru mai multe detalii, vedeți Sancțiuni internaționale împotriva Rusiei (2014).
La 6 aprilie 2018, el a fost inclus în lista sancțiunilor "Kremlin list" din SUA, printre 17 oficiali și 7 oameni de afaceri din Rusia în apropierea lui V. Putin.

## Venituri
În 2011, Mikhail Fradkov a câștigat oficial 5,2 milioane de ruble, iar anul precedent, venitul său era mult mai mare și se ridica la 7,1 milioane de ruble pe an, care, în ambele cazuri, depășea în mod semnificativ venitul similar al președintelui Medvedev.